# 南北長距離線
南北長距離線 （なんぼくちょうきょりせん、ドイツ語: Nord-Süd-Fernbahn）とは、ドイツ連邦共和国の首都ベルリンのベルリン＝ゲズントブルンネン駅からベルリン中央駅を経てベルリン＝ズュートクロイツ駅に至る全長9.053kmのドイツ鉄道の路線である。

## 概要
"Pilzkonzept"（マッシュルーム・コンセプト）と呼ばれる計画の下に2006年に開業した。大ティーアガルテンの真下を通る全長約3.5kmのトンネルが路線の中核であり、ベルリン中央駅およびポツダム広場駅はこの地下区間内に存在する。終点のズュートクロイツ駅は地上に位置する。

## 路線
ベルリン中央駅 - ズュートクロイツ駅間は複々線、ベルリン中央駅の北方でヴェストハーフェン駅方面およびヴェディング駅方面の複線に分岐する。ズュートクロイツ駅から先はベルリン-ドレスデン線およびベルリン-ハレ線に直通する。中央駅北方で分岐する複線はいずれもベルリン環状線に直通する。 ヴェストハーフェン駅方面に分岐する複線はベルリン-レールテ線に直通する。

## 歴史
1882年にベルリン市街を東西方向に横断するベルリン市街線が開通した。南北方向に縦貫する路線の計画は20世紀初頭以来存在したが実現していなかった。1930年代には南北トンネルがSバーン専用路線として建設された。
ドイツ再統一後の1990年にベルリンを南北に縦貫する長距離列車用の路線の建設計画が再浮上した。Sバーンの線路を長距離列車が使用するのは多くの列車の場合において遠回りになること、線路容量そのものが限界に達していたことから建設が決定された。様々な案が議論された結果、マッシュルーム・コンセプト（ドイツ語: Pilzkonzept）と呼ばれるベルリン中央駅を経由して南北を地下で結ぶ案が採用された。
1992年4月にはマッシュルーム・コンセプトは連邦交通網整備計画に盛り込まれた。その中心は市街地を縦貫する8kmの新線（うち3.5kmはトンネル）であった。1995年10月13日に建設工事が開始された。2001年にはパーペシュトラーセ駅（現：ズュートクロイツ駅）の改良工事が、2002年には南区間の建設工事がようやく開始された。当初は2002年に開業予定であったが、1997年の洪水や工事そのものの度重なる遅れにより2006年5月27日に開業した。 
当初の予定よりは計画の範囲は縮小された。ベルリン-マクデブルク線への連絡線は建設されることがなかった。同様に、ベルリン-ドレスデン線への連絡線も未着工のままである。ズュートクロイツ駅は3面の長距離列車ホームが供用される予定であったが、そのうち一つは非常用となり2007年末まで供用されなかった。

## 列車
旅客専用線であり貨物列車は運行されていない。車内トイレおよび渦電流式ディスクブレーキは線内では使用できない。ディーゼル車は緊急時の牽引を除いて乗り入れは不可である。
2006年の開業以降ダイヤはほとんど変わっていないが、ハンブルク中央駅 - ライプツィヒ中央駅 - ミュンヘン中央駅間を結ぶICEについては2008年にハンブルク - ベルリン（ズュートクロイツ駅）間の列車とベルリン（ゲズントブルンネン駅） - ミュンヘン間の列車に分割された。
長距離列車と地域列車が運行されており、ベルリン中央駅へ向かう列車のほとんど全てがズュートクロイツ駅に乗り入れる。
| 路線  | 経路 | 運行間隔（分） | 備考                                             |
| ----- | --- | -------------- | ------------------------------------------------ |
| ICE15 | フランクフルト・アム・マイン - エアフルト – ハレ (ザーレ) – ズュートクロイツ駅 - ベルリン中央駅 - ゲズントブルンネン駅                                                            | 120            |                                                  |
| ICE28 | ベルリン＝ゲズントブルンネン駅 - ズュートクロイツ駅 - ライプツィヒ - ミュンヘン                                                                                                   | 60             | 一部列車はハンブルク - ベルリン - ミュンヘン直通 |
| IC27  | ハンブルク - ベルリン＝シュパンダウ/ゲズントブルンネン駅 - ズュートクロイツ駅 - ドレスデン - プラハ (- ウィーン/ブダペスト)                                                       | 120            |                                                  |
| IC51  | ビンツ - ベルリン＝ゲズントブルンネン駅 - ズュートクロイツ駅 - ハレ (ザーレ) - エアフルト （ - ルール地方）                                                                       | 120            |                                                  |
| RE3   | シュトラールズント/シュヴェット・オーダー - ベルリン＝ゲズントブルンネン駅 - ズュートクロイツ駅 - ヴュンスドルフ＝ヴァルトシュタット（ - エルスターヴェルダ）                     | 60             |                                                  |
| RE4   | (ヴィスマール) - ヴィッテンベルゲ - ベルリン＝シュパンダウ駅 – ズュートクロイツ駅 - ルートヴィッヒスフェルデ - ルッケンヴァルデ                                                   | 60             |                                                  |
| RE5   | ロストック/シュトラールズント - ノイシュトレーリッツ - ベルリン＝ゲズントブルンネン駅 - ズュートクロイツ駅 - ユーターボーク - ファルケンベルク/ルターシュタット・ヴィッテンベルク | 60             |                                                  |